# Щербаков, Константин Александрович (киновед)
Константи́н Алекса́ндрович Щербако́в (род. 9 мая 1938, Москва) — советский и российский киновед и кинокритик. Заслуженный деятель искусств Российской Федерации (1998).

## Биография
Сын партийного и государственного деятеля Александра Щербакова, брат лётчика А. А. Щербакова и физика И. А. Щербакова.
В 1960 году окончил факультет журналистики МГУ и поступил в редакцию газеты «Московский комсомолец», где работал литературным сотрудником, а затем заведующим отделом литературы и искусства. В 1963 году перешёл в редакцию газеты «Комсомольская правда» заведующим отделом литературы и искусства. В 1964 году вступил в КПСС. С 1967 года работал обозревателем, членом редколлегии газеты «Комсомольская правда». 
В  1974 году защитил диссертацию на соискание учёной степени кандидата философских наук на тему «Некоторые аспекты проблемы этического и эстетического и современное советское искусство».
В 1975 году был назначен представителем Всесоюзного агентства по авторским правам (ВААП) в Польше.
В 1982—1987 годах работал членом редколлегии и заведующим отделом журнала «Дружба народов». С 1983 года преподавал в МГУ.
В 1987 году был назначен главным редактором журнала «Искусство кино».
В 1992—1998 годах работал заместителем, первым заместителем министра культуры РФ.
С 1998 года был заместителем председателя Конфедерации союзов кинематографистов государств — бывших республик СССР. Заведовал кафедрой творчества в Российском государственном гуманитарном университете.
Член Союза писателей, Союза журналистов, Союза кинематографистов, Союза театральных деятелей.
Печатается с 1956 года. Автор многих статей по проблемам советского кино и театра.

## Награды
- Заслуженный деятель искусств Российской Федерации (14 ноября 1998 года) — за заслуги в области искусства[2].
- Заслуженный деятель культуры Польши.
- орден Офицерский крест (Польша)[3].